# Jean Nocret
Jean Nocret (Nancy, le 26 octobre 1615 – Paris,12  novembre 1672) est un peintre lorrain ayant exercé en France et au Portugal.

## Biographie
Élève de Jean Le Clerc, maître lorrain, Nocret entreprend un voyage à Rome. Sur place, il rencontre Nicolas Poussin et exécute des copies pour monsieur de Chantelou. Poussin, mécontent de la prétention du jeune artiste, écrit de lui en 1643 : "Ce qui est extrêmement fâcheux, c'est qu'il s'est mis en tête de ne pas finir les portraits qu'il a commencés, n'alléguant pas d'autres excuse sinon qu'il a trouvé à gagner davantage en les faisant à 60 ou 70 écus". 
De retour à Paris en 1644, il est nommé en décembre 1649 peintre du roi, valet de chambre du roi, et peintre du duc d'Orléans, et se fait vite connaître comme un grand portraitiste. 
En 1657, Nocret fait partie de la suite de l'évêque de Comminges, ambassadeur de France au Portugal. Il réalise pendant cette période des portraits de la famille royale portugaise (dont l'infante Catherine, l'infant Pierre, et le roi Alphonse VI). 

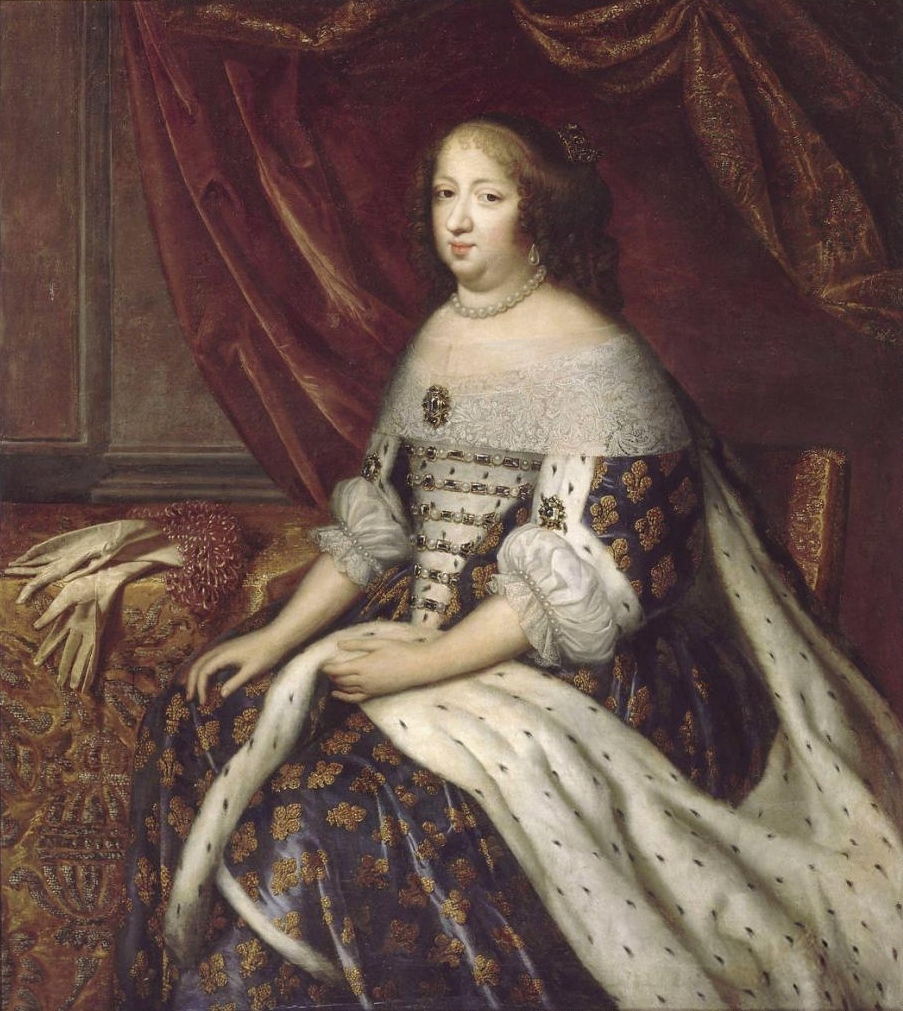
Portrait de la reine-mère Anne d'Autriche, Versailles, musée national des châteaux de Versailles et de Trianon.

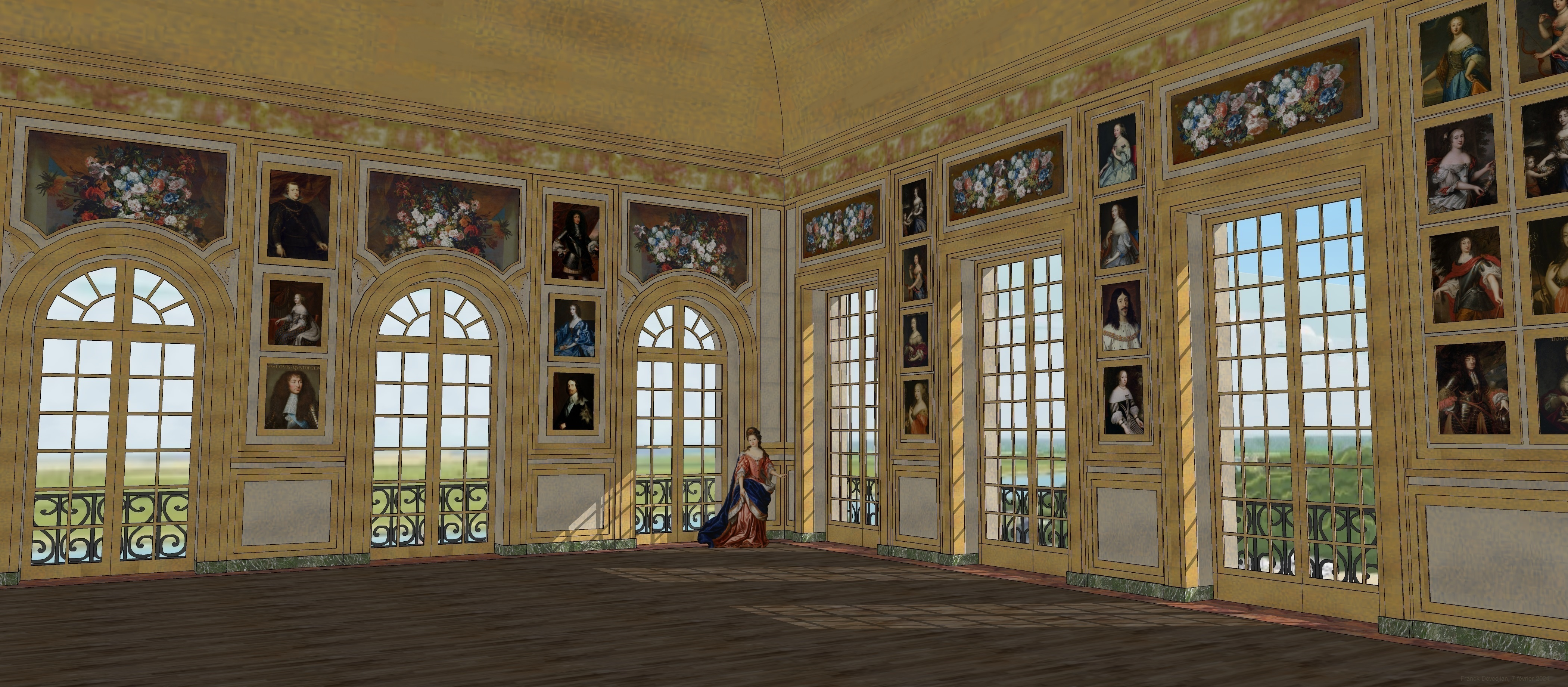
Restitution du grand salon du château de Saint-Cloud, vers 1670, dont le plafond a été peint par Jean Nocret

De retour à Paris en 1660, il est chargé de décorer les intérieurs du Château de Saint-Cloud, et réalisa notamment des portraits mythologiques, ornant autrefois les appartements de la duchesse d'Orléans, et qui ont pour la plupart disparu, notamment dans l'incendie du château en 1871. On pouvait admirer par exemple, au plafond d'un passage : Iris et son arc-en-ciel, dans la chambre : Vénus et Mars, dans le grand cabinet : Thétis faisant forger les armes d'Achille par Vulcain, Persée et Andromède, Apollon et les muses, Diane sur son char, au plafond du grand salon : Le mariage du duc et de la duchesse d'Orléans. Louis XIV et sa famille en dieux de l'Olympe, son œuvre la plus fameuse (aujourd'hui au musée des châteaux de Versailles et de Trianon), fut réalisé pour l'antichambre du duc d'Orléans vers 1670. 
En 1663, Nocret intègre l'Académie royale de peinture et de sculpture avec la présentation de La repentance de Saint-Pierre.
Entre 1666 et 1669, Nocret décore les appartements de la reine au Palais des Tuileries, sous la direction de Charles Le Brun. Ces décors ont disparu en 1871, dans l'incendie du château. On pouvait noter, au plafond de l'antichambre de la reine : La Sagesse ou Minerve sous les traits de la reine, dans la Grande chambre de la reine : La Gloire et La Renommée en dessus de portes, Le triomphe de Minerve au plafond, et La Renommée et La Gloire sur les voussures, dans la petite chambre de la reine : Les Arts dirigés par la Sagesse et trois toiles représentant des Amours au plafond, L'Architecture, La Sculpture, L'Astronomie, La Musique, La Fidélité, L'Innocence, et La Sagesse sur les murs, La Vigilance et La Foi sur les dessus de portes ovales, dans le cabinet de la reine : Le triomphe de Minerve au plafond, La Tapisserie, Le Dévidoir, La Broderie, La Couture en dessus de porte, La toilette de Minerve et La dispute de Minerve sur les murs.

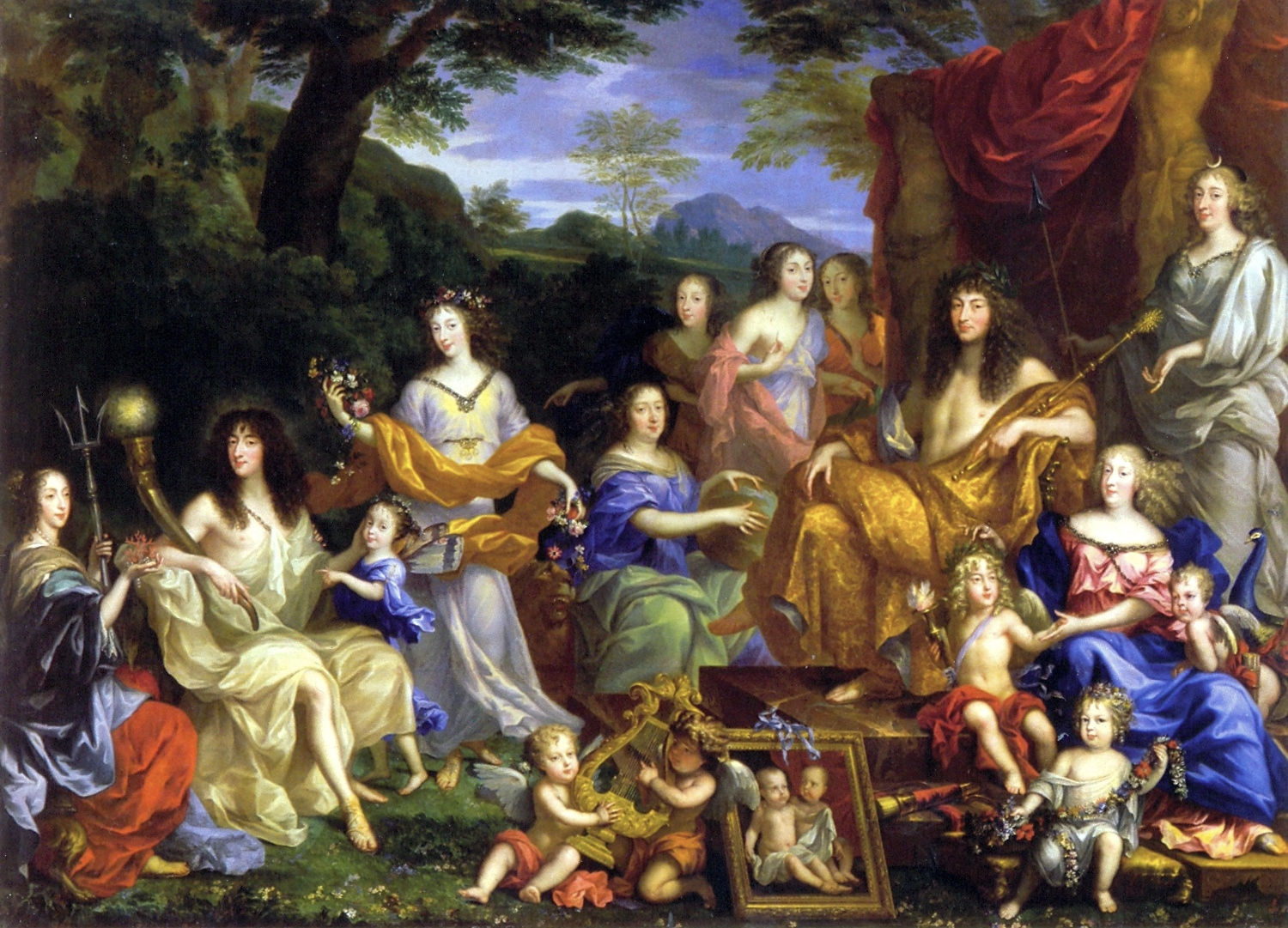
Louis XIV et sa famille travestis en dieux de l'Olympe, 1670, (Versailles, musée national des châteaux de Versailles et de Trianon)

Outre le portrait collectif de la famille royale sous les traits des dieux de l'Olympe, présenté à Versailles, on conserve de lui plusieurs tableaux, dont Portrait d'un enfant en général romain (Blois, musée des Beaux-Arts), Portrait de Philippe d'Anjou (Madrid, musée du Prado), Portrait de la duchesse de La Vallière, Portrait de la reine Marie-Thérèse, et Portrait d'Anne d'Autriche (Versailles, musée national des châteaux de Versailles et de Trianon). Certaines œuvres ne lui sont qu'attribuées, comme La Renommée présentant à la France le portrait de Louis XIV (Saint-Quentin, musée Antoine Lécuyer, tableau parfois attribué à Louis-Ferdinand Elle), Portrait d'Anne d'Autriche (Nantes, musée des Beaux-Arts), Portrait de Louis XIV (Château de Maisons-Laffitte), Portrait de Louis XIV en général romain (vers 1670, Sceaux, musée de l'Île-de-France).

## Descendance
Jean Nocret épousa Antoinette Vuyet, dont il eut plusieurs enfants : Jean-Baptiste (1647), Jean-Charles (1648), Jean-Simon (1649), Marie (1650), Antoinette-Geneviève (1651).
Son fils Jean-Charles Nocret (Paris, 1648 - Paris, 1719), est lui aussi portraitiste, mais aussi peintre d'Histoire. Premier valet de la garde robe du duc d'Orléans, il entre à l'Académie en 1674 sur la présentation d'un portrait de son père (musée national des châteaux de Versailles et de Trianon). En 1675-1676, il participe à la réalisation des décors du Grand Appartement de la Reine à Versailles. On conserve de lui le Renoncement de Louise de La Vallière (1675, Brest, musée des Beaux-Arts).
Le 21 novembre 1681, Monsieur et Madame tinrent sur les fonts baptismaux une fille de Jean-Charles Nocret.

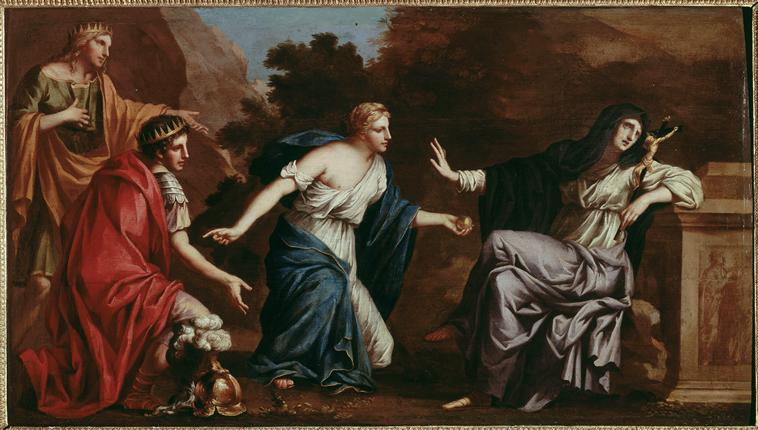
Le renoncement de Louise de la Vallière (par Jean-Charles Nocret, musée des Beaux-Arts de Brest)

## Liste des œuvres
- Portrait d'Anne d'Autriche et de ses fils, vers 1644, huile sur toile, localisation actuelle inconnue
- Portrait de François de Vendôme, duc de Beaufort, avant 1649, huile sur toile, 111,8 x 88,9 cm, Baltimore, Museum of Art
- Portrait d'Anne d'Autriche, huile sur toile, 64,1 x 47,7 cm, Nantes, musée des Beaux-Arts
- Portrait d'Anne d'Autriche, huile sur toile, 62 x 51 cm, Narbonne, musée d'Art et d'Histoire
- Portrait d'enfant (Monsieur ?) en costume antique, dit « en Bellérophon », vers 1650, huile sur toile, 138 x 95 cm, Blois, musée des Beaux-Arts
- Portrait de Philippe d'Orléans, frère du roi, vers 1650, huile sur toile, 106 x 86 cm, Madrid, musée du Prado
- Portrait de Philippe d'Orléans, frère du roi, vers 1650-1660, huile sur toile, 163 x 100 cm, Versailles, musée national du château
- Portrait équestre de Louis XIV enfant (attribué), 1653, huile sur toile, Versailles, musée national du château
- Portrait de Louis XIV, 1655, 108,5 x 89 cm, Madrid, musée du Prado
- Portrait d'Henriette d'Angleterre, duchesse d'Orléans, années 1660, huile sur toile, 217,5 x 129,8 cm, Edimbourg, National Gallery of Scotland.
- Portrait de Philippe d'Orléans et d'Henriette d'Angleterre en Diane et Endymion, vers 1660, huile sur toile, localisation actuelle inconnue
- Portrait d'Henriette d'Angleterre en allégorie de l'Été, vers 1660, huile sur toile, 62 x 75 cm, localisation actuelle inconnue
- Allégorie du mariage de Louis XIV et de Marie-Thérèse (attribué), vers 1660-1664, huile sur toile, 220 x 271 cm, Bayonne, musée Basque et de l'histoire de Bayonne
- Portrait d'Henriette d'Angleterre, vers 1660-1670, huile sur toile, 75 x 60 cm, Madrid, musée du Prado (en dépôt au musée des Beaux-Arts de Grenade)
- Portrait de la reine Marie-Thérèse, vers 1660-1675, huile sur toile, 150,5 x 178 cm, Versailles, musée national du château
- Portrait de Louis de France enfant, vers 1663-1664, huile sur toile, 91,5 x 75 cm, Versailles, musée national du château
- Portrait de Catherine de Portugal, reine d'Angleterre, huile sur toile, 102 x 88 cm, Madrid, musée du Prado
- Portrait de Louis XIV (attribué), 1667, huile sur toile, Chambord, musée du château
- Portrait de Louise-Françoise de La Baume Le Blanc, duchesse de La Vallière, vers 1667, huile sur toile, 129 x 96 cm, Versailles, musée national du château
- Portrait de la famille royale en dieux de l'Olympe, 1669-1670, huile sur toile, 305 x 420 cm, Versailles, musée national du château.
- Portrait de Marie-Thérèse de France tenant un citron, vers 1670, huile sur toile, 76 x 60 cm, Madrid, musée du Prado
- Portrait de la Grande Mademoiselle, vers 1670, huile sur toile, 150 x 178 cm, Versailles, musée national du château
- Portrait d'Henriette d'Angleterre en Aurore, vers 1665-1670, huile sur toile, Versailles, musée national du château